# Tierzuchtgesetz
Das Tierzuchtgesetz (TierZG) ist die für die Zucht bestimmter landwirtschaftlicher Nutztierarten maßgebliche Rechtsquelle im deutschen Recht. Es gilt für die Zucht und den Handel folgender Tiere (§ 1 Abs. 1):
1. Reinrassige Tiere und Vorbuchtiere
- Rind und Büffel,
- Schwein,
- Schaf,
- Ziege,
- Hauspferd und Hausesel sowie deren Kreuzungen (Equiden) und

2. Hybridzuchtschweine.
Eine erste vereinheitlichende Norm zur Tierzucht stellte das Gesetz zur Förderung der Tierzucht vom 17. März 1936 (RGBl. I S. 175) dar. Der nähere materiellrechtliche Inhalt dazu fand sich in der Ersten Verordnung zur Förderung der Tierzucht vom 26. Mai 1936 (RGBl. I S. 470), der in groben Zügen auch in der ersten Fassung des Tierzuchtgesetzes vom 7. Juli 1949 (WiGBl. S. 181) erhalten blieb. Seitdem erfuhr das TierZG mehrere Neufassungen und Neubekanntmachungen, zuletzt am 21. Dezember 2006 (BGBl. I S. 3294).
Das Gesetz wurde am 18. Januar 2019 (BGBl. I S. 18) neu gefasst, um es an die Tierzuchtverordnung der Europäischen Union vom 8. Juni 2016 anzupassen.
Ähnliche Bestimmungen zur Tierzucht sind für die Schweiz im Bundesgesetz über die Landwirtschaft (Landwirtschaftsgesetz, LwG) vom 29. April 1998 und in Österreich in Gesetzen der einzelnen Bundesländer, z. B. im Gesetz über die Tierzucht in Wien (Wiener Tierzuchtgesetz) vom 5. Februar 2010, festgelegt.